# Babinavichy
Babinavichy (vitryska: Бабінавічы) är en agropolis i Belarus.   Den ligger i voblasten Vitsebsks voblast, i den nordöstra delen av landet, 220 kilometer nordost om huvudstaden Minsk. Babinavichy ligger 161 meter över havet och antalet invånare är 461. Den ligger vid sjön Ozero Zelenskoje.

## Natur och klimat
Terrängen runt Babinavichy är mycket platt. Runt Babinavichy är det glesbefolkat, med 17 invånare per kvadratkilometer.. Det finns inga andra samhällen i närheten. 
I omgivningarna runt Babinavichy växer i huvudsak blandskog.